# Crassula alata
Crassula alata är en fetbladsväxtart. Crassula alata ingår i släktet krassulor, och familjen fetbladsväxter.

## Underarter
Arten delas in i följande underarter:
- C. a. alata
- C. a. pharnaceoides